# Panara brevillinea
Panara brevillinea är en fjärilsart som beskrevs av William Schaus 1928. Panara brevillinea ingår i släktet Panara och familjen Riodinidae. Inga underarter finns listade i Catalogue of Life.